# Obituary
Obituary je američki death metal-sastav osnovan 1984. kao Executioner. Godine 1986. promijenio je ime u Xecutioner, a dvije godine mijenja ime u sadašnje. Osnivači su braća John i Donald Tardy uz gitarista Trevora Peresa. Do 2003. sastav je prodao 368 616 albuma u SAD-u.

## Povijest
Sastav 1984. pod imenom Executioner osnovaju braća Tardy, John i Donald, s gitaristom Trevorom Peresom. Godine 1986. sastav je promijenio ime u Xecutioner, a 1988. u Obituary. Godine 1989. objavljen je prvi studijski album Slowly We Rot. Nakon objave tog albuma sastav su napustili basist Daniel Tucker i gitarist Allen West, a poimence su ih zamijenili Frank Watkins i James Murphy.
Drugi studijski album Cause of Death objavljen je 1990. Album se smatra jednim od najvažnijih albuma u žanru death metala. Godine 1991., prije snimanja idućeg albuma, James Murphy napustio je sastav, a zamijenio ga je West. Treći studijski album The End Complete objavljen je 1992. S otprilike 100 000 prodanih primjeraka u SAD-u i otprilike 250 000 diljem svijeta najprodavaniji je album grupe. Za naslovnu je pjesmu snimljen i spot. Također je prvi Obituaryjev album koji se pojavio na glazbenim ljestvicama u Europi i SAD-u.
Godine 1994. objavljen je četvrti studijski album World Demise. Za pjesmu Don't Care snimljen je i spot. Sastav je otišao na turneju po SAD-u sa skupinama Napalm Death i Machine Head, a u Europi je nastupao s Pitchshifterom i Eyehategodom.
Nakon objave albuma Back from the Dead 1997. sastav se raspao. Trevor je osnovao grupu Catastrophic, Allen je svirao sa sastavima Lowbrow i Six Feet Under, a Donald je održavao koncerte s Andrewom W.K.. Članovi sastava ponovno su se okupili 2003. Novi studijski album Frozen in Time objavljen je 2005. Sastav je u to vrijeme snimio i prvi videoalbum Frozen Alive, koji je objavljen 2006. Te godine West je posljednji put napustio Obituary. a zamijenio ga je Ralph Santolla.
Sastav je potpisao ugovor s diskografskom kućom Candlelight Records, koja je objavila njegove naknadne albume Xecutioner's Return, Left to Die i Darkest Day. Godine 2010. basist Watkins napustio je sastav. Godinu dana poslije napustio ga je i Santolla. Poimence su ih zamijenili Terry Butler i Kenny Andrews. Godine 2010. sastav je počeo raditi na pjesmama za novi album. Album Inked in Blood sniman je od siječnja do travnja 2014., a objavljen je u listopadu te godine. Godine 2017. objavljen je istoimeni album sastava.

## Članovi sastava
Trenutačna postava
- Donald Tardy – bubnjevi (1984. – 1997., 2003. – danas)
- Trevor Peres – ritam-gitara (1984. – 1997., 2003. – danas)
- John Tardy – vokali (1984. – 1997., 2003. – danas)
- Terry Butler – bas-gitara (2010. – danas)
- Kenny Andrews – glavna gitara (2012. – danas)

Bivši članovi
- James Murphy – glavna gitara (1990.)
- Ralph Santolla – glavna gitara (2007. – 2011.) (umro)
- Frank Watkins – bas-gitara (1989. – 1997., 2003. – 2010.) (umro)
- Daniel Tucker – bas-gitara (1988. – 1989.)
- Allen West – glavna gitara (1988. – 1989., 1991. – 1997., 2003. – 2006.)
- Jerome Grable – bas-gitara (1984. – 1988.)
- JP Chartier – gitara (1986. – 1987.)
- Mark Vito – gitara (1984.)
- Jerry Tidwell – gitara (1985.)

Bivši koncertni članovi
- Steve DiGiorgio – bas-gitara (2010.)
- Keith DeVito – vokali (1997.)
- Kenny Andrews – bas-gitara, gitara (2010., 2011.)
- Lee Harrison – gitara (2012.), bubnjevi (2018.)

## Diskografija
Studijski albumi
- Slowly We Rot (1989.)
- Cause of Death (1990.)
- The End Complete (1992.)
- World Demise (1994.)
- Back from the Dead (1997.)
- Frozen in Time (2005.)
- Xecutioner's Return (2007.)
- Darkest Day (2009.)
- Inked in Blood (2014.)
- Obituary (2017.)

EP-ovi
- Don't Care (1994.)
- Left to Die (2008.)

Koncertni albumi
- Dead (1998.)
- Ten Thousand Ways to Die (2016.)

Kompilacije
- Anthology (2001.)
- The Best of Obituary (2008.)

Box setovi
- The Complete Roadrunner Collection 1989-2005 (2013.)

Video albumi
- Frozen Alive (2006.)
- Live Xecution - Party.San 2008 (2009.)